# Pavetta canescens
Pavetta canescens är en måreväxtart som beskrevs av Dc.. Pavetta canescens ingår i släktet Pavetta och familjen måreväxter. Inga underarter finns listade i Catalogue of Life.